# Melanolagus bericoides
Melanolagus bericoides är en fiskart som först beskrevs av Nikolai Andreyevich Borodin 1929.  Melanolagus bericoides ingår i släktet Melanolagus och familjen Bathylagidae. Inga underarter finns listade i Catalogue of Life.